# Oona O'Neill
Oona O'Neill (Warwick Parish, Bermuda, 14 mei 1925 – Corsier-sur-Vevey, 27 september 1991) was de dochter van de Nobel- en Pulitzerprijs winnende toneelschrijver Eugene O'Neill en van de schrijfster Agnes Boulton. Ze was de vierde en laatste echtgenote van de Britse acteur en komiek Charlie Chaplin.

## Levensloop
Oona werd op de Bermuda's geboren, omdat haar ouders het een goede plek vonden om te overwinteren en te kunnen schrijven. Ze had ook een zes jaar oudere broer, Shane Rudraighe O'Neill (1919–1977). Haar ouders waren allebei al getrouwd geweest, hij had een zoon en zij een dochter uit hun vorige huwelijk, maar die leefden niet bij hen en Oona ontmoette ze zelden.

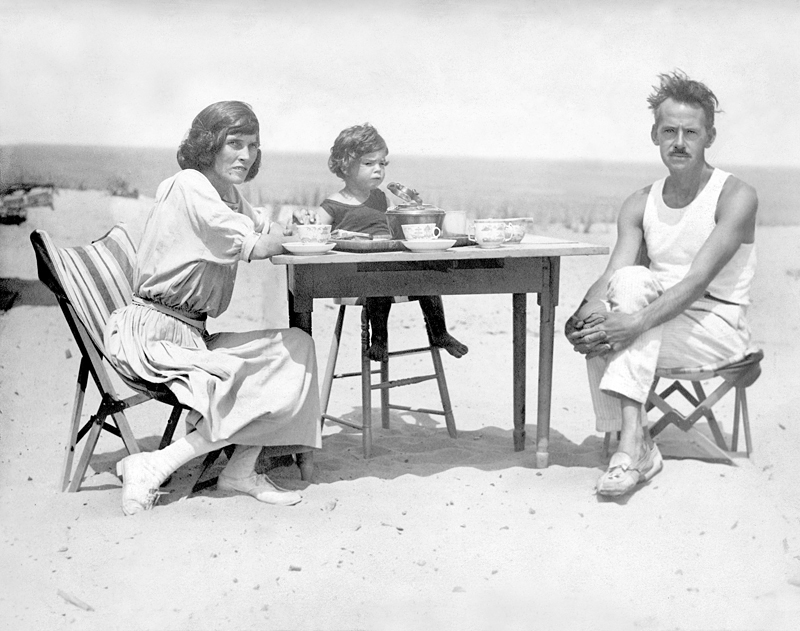
O'Neills ouders met haar oudere broer, Shane, in Cape Cod in 1922

Opgevoed door haar moeder, na de scheiding met haar vader, die ze nog zelden zag, woonde ze hoofdzakelijk aan de Oostkust van de VS.
Al vanaf haar schooltijd (Brearley School in New York) in 1940-1942, ging ze tot de jetset behoren, met vriendinnen als Carol Marcus en Gloria Vanderbilt, via wie ze ook bevriend werd met Truman Capote. Toen ze in de Stork Club verkozen werd tot "The Number One Debutante" voor het seizoen 1942–1943 wekte ze volop de aandacht van de media. Dit bracht haar tot de beslissing te gaan acteren en weldra trok ze naar Hollywood en kreeg een relatie met de schrijver J.D. Salinger. Deze relatie eindigde in de tijd dat Salinger in het leger zat, waarna ze verder ging met Charlie Chaplin en met hem trouwde.

## Chaplin
In Hollywood werd ze voorgesteld aan Charlie Chaplin die voor haar een rol in een volgende film voorzag. Er kwam echter niets van nadat ze verliefd werden op elkaar en in juni 1943 trouwden. Zij was net 18, hij was 54 en het was zijn vierde huwelijk. De weinige contacten die Oona met haar vader had, werden als gevolg van dit huwelijk compleet en definitief afgebroken. Een huwelijk van Chaplin was op zich nieuws, de jeugdige leeftijd van zijn partner en het leeftijdsverschil, maakte er een gebeurtenis met aanzienlijke mediabelangstelling van.

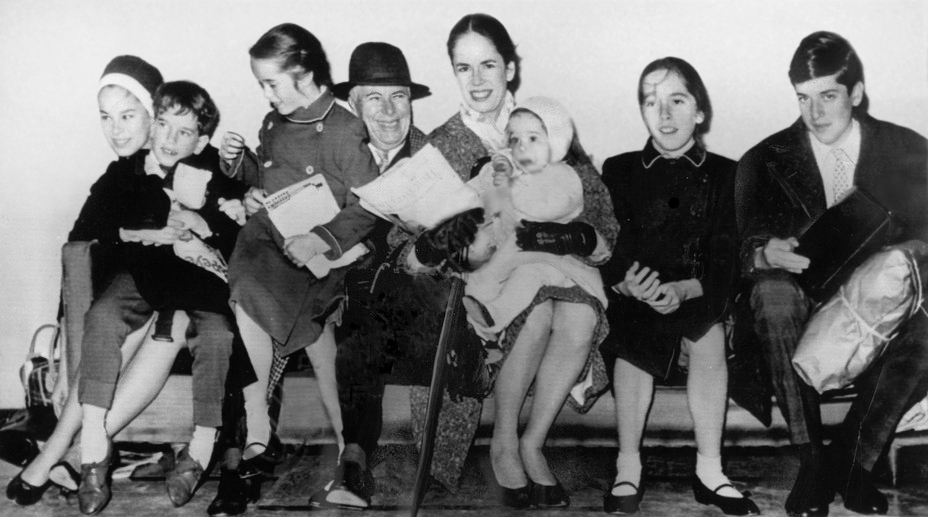
De Chaplins met zes van hun acht kinderen in 1961. Van links naar rechts: Geraldine, Eugene, Victoria, Charlie Chaplin, O'Neill, Annette, Josephine en Michael.

De jonge vrouw gaf elk idee van een filmcarrière op. Doorheen moeilijke jaren en tot aan zijn dood in 1977 bleven ze zeer met elkaar verbonden en ze kregen acht kinderen, drie jongens en vijf meisjes:
- Geraldine Chaplin (1944),
- Michael Chaplin (1946),
- Josephine Chaplin (1949-2023),
- Victoria Chaplin (1951),
- Eugene Chaplin (1953),
- Jane Chaplin (1957),
- Annette Chaplin (1959),
- Christopher Chaplin (1962).

Vanaf hun huwelijk woonden ze in Beverly Hills. Het waren moeilijke jaren voor Chaplin die achtervolgd werd als mogelijke communist door senator MacCarthy. In september 1952 bevond het echtpaar zich met de kinderen op de Queen Elisabeth, onderweg naar Londen voor de première van Limelight toen hen het nieuws bereikte dat Chaplins visum voor terugkeer naar de VS was ingetrokken. Ze beslisten toen permanent in Europa te blijven wonen. Ze liquideerden alles wat ze bezaten in de VS en kochten een domein aan, de Manoir de Ban in het Zwitserse Corsier-sur-Vevey. Kort daarop verzaakte O'Neill aan haar Amerikaans staatsburgerschap en werd ze Brits onderdaan. Het gezin werd met nog vier kinderen verrijkt.

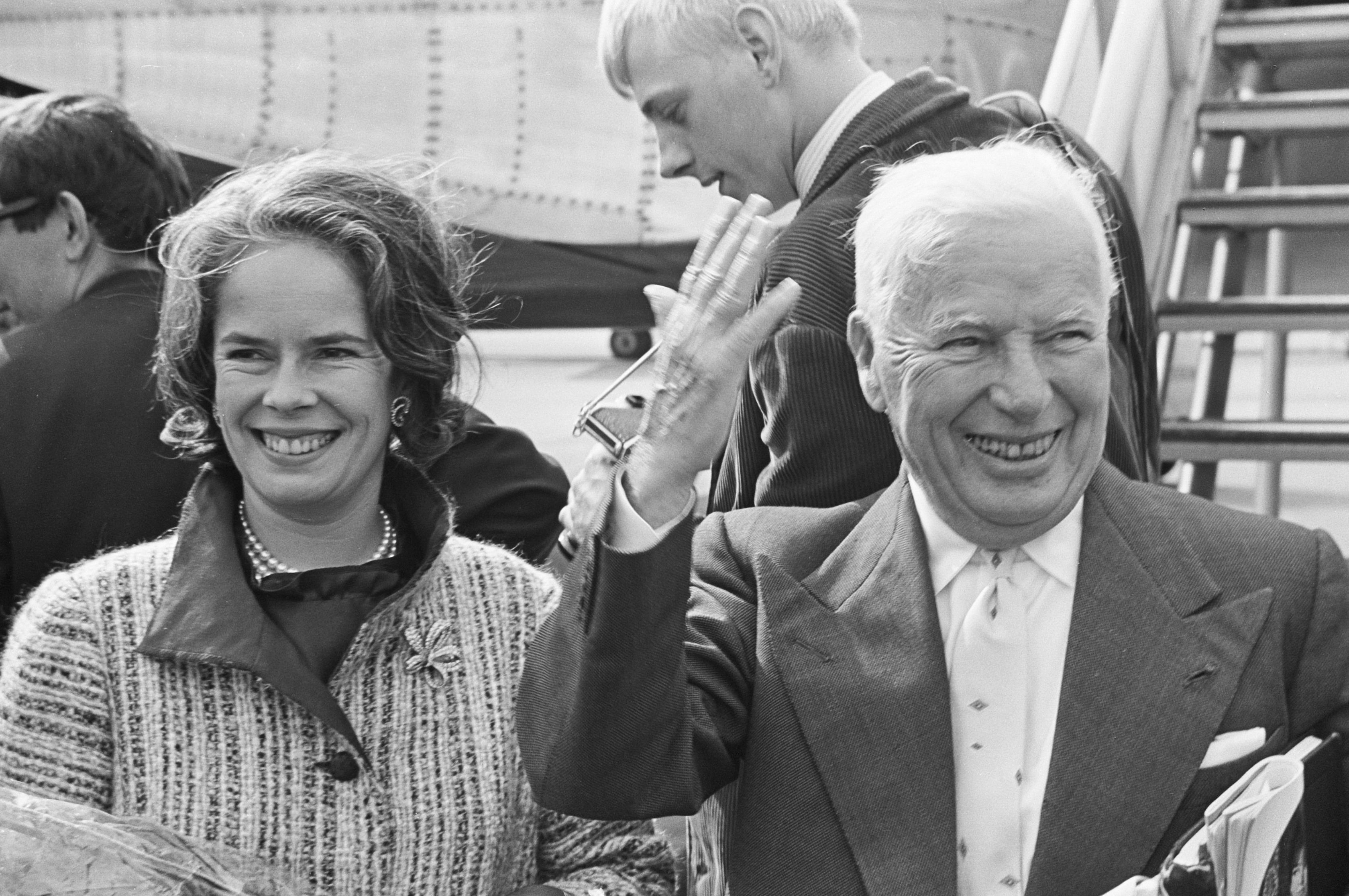
O'Neill en Chaplin op Schiphol, 1965

## Na Chaplin
Na het overlijden van Charlie Chaplin woonde ze opnieuw deeltijds in New York. Ze was, zoals destijds haar vader, aan alcohol verslaafd en ze leefde stilaan toch vooral een zeer teruggetrokken leven in Vevey. Ze overleed aan pancreaskanker in 1991 en was toen 66.
Ze had haar leven lang veel geschreven, dagboeken, brieven en andere geschriften, maar beval dat alles moest worden verbrand.
In tegenstelling hiermee, besteedde ze grote zorg aan de nalatenschap van haar overleden man. In 1980 vertrouwde ze aan de filmhistorici Kevin Brownlow en David Gill, archiefdocumenten toe waar tot dan niemand toegang toe had, met vooral het uitgebreide filmmateriaal dat Chaplin zijn hele carrière had bijgehouden, van opnamen die tijdens de montage van films niet waren weerhouden. De aanzienlijke hoeveelheid materiaal liet toe een grote documentaire te maken over 'de onbekende Chaplin' (1982), met daarna nog verschillende documentaires.

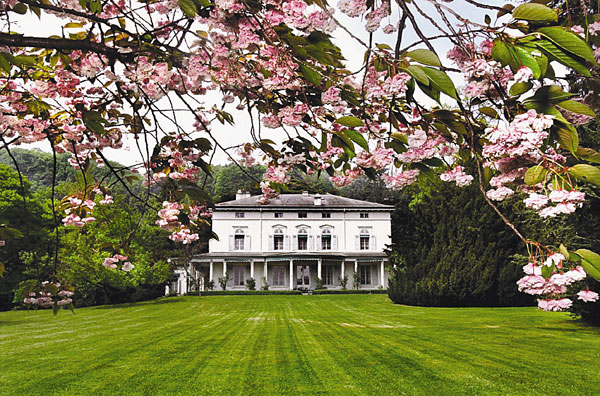
De woning van de Chaplins in Zwitserland, waar Oona 40 jaar woonde en waarin een Charles Chaplin Museum werd geopend in 2016.